# Tappahannock
Tappahannock település az Amerikai Egyesült Államok Virginia államában, Essex megyében, melynek megyeszékhelye is. Lakosainak száma 2193 fő (2020. április 1.).

## Népesség
A település népességének változása:

| 2010 | 2 375 |
| 2020 | 2 193 |